# 14.º Prêmio Angelo Agostini
O 14.º Prêmio Angelo Agostini (também chamado Troféu Angelo Agostini) foi um evento organizado pela Associação dos Quadrinhistas e Caricaturistas do Estado de São Paulo (ACQ-ESP) com o propósito de premiar os melhores lançamentos brasileiros de quadrinhos de 1997 em diferentes categorias.
A votação, pelo correio, ficou aberta até 26 de dezembro de 1996 mantendo os critérios dos anos anterior. Além das exposições, palestras e lançamentos de quadrinhos e fanzines, mais uma vez foi feita a entrega do Prêmio Nova, da Sociedade Brasileira de Arte Fantástica (SBAF), na categoria "melhor história em quadrinhos fantástica". O vencedor deste ano foi Lourenço Mutarelli pelo álbum A Confluência da Forquilha.

## Prêmios
| Categoria                    | Vencedores                                               |
| ---------------------------- | -------------------------------------------------------- |
| Mestre do Quadrinho Nacional | Carlos Arthur Thiré                                      |
| Mestre do Quadrinho Nacional | Manoel Victor Filho                                      |
| Mestre do Quadrinho Nacional | Zezo                                                     |
| Desenhista                   | Marcelo Campos                                           |
| Roteirista                   | Marcelo Cassaro                                          |
| Lançamento                   | Metal Pesado vários autores (Metal Pesado)               |
| Troféu Jayme Cortez          | Editora Metal Pesado                                     |
| Fanzine                      | Informativo de Quadrinhos Independentes Edgard Guimarães |